# Bandeira do Uzbequistão
A Bandeira da República do Uzbequistão é um dos símbolos nacionais do Uzbequistão, possui a lua crescente com 12 estrelas ao seu lado, o que representa o zodíaco. Esta é a única bandeira nacional que se refere ao zodíaco. Foi oficialmente adotada em 18 de novembro de 1991.
Há 3 explicações para as cores e símbolos da bandeira, sendo eles:
1. As 12 estrelas representam as 12 províncias (viloyat) do país. A faixa azul representa o céu, a faixa branca representa justiça, e a faixa verde representa hospitalidade, as duas listras vermelhas estreitas representam força. A Lua decrescente representa a renovação ou reaparecimento do país após o seu longo desaparecimento na União Soviética ou a base islâmica tradicional da cultura da maioria da população.
2. Uma segunda explicação da bandeira diz que as 12 estrelas representam os 12 meses, ou os 12 sinais do zodíaco, de que a faixa branca representa o algodão, a principal cultura do país, e que a lua decrescente representa o Islamismo.
3. Uma terceira explicação diz que o azul representa a água, o branco representa a paz e o verde representa a natureza, com linhas vermelhas da força da vida conectando cada componente.

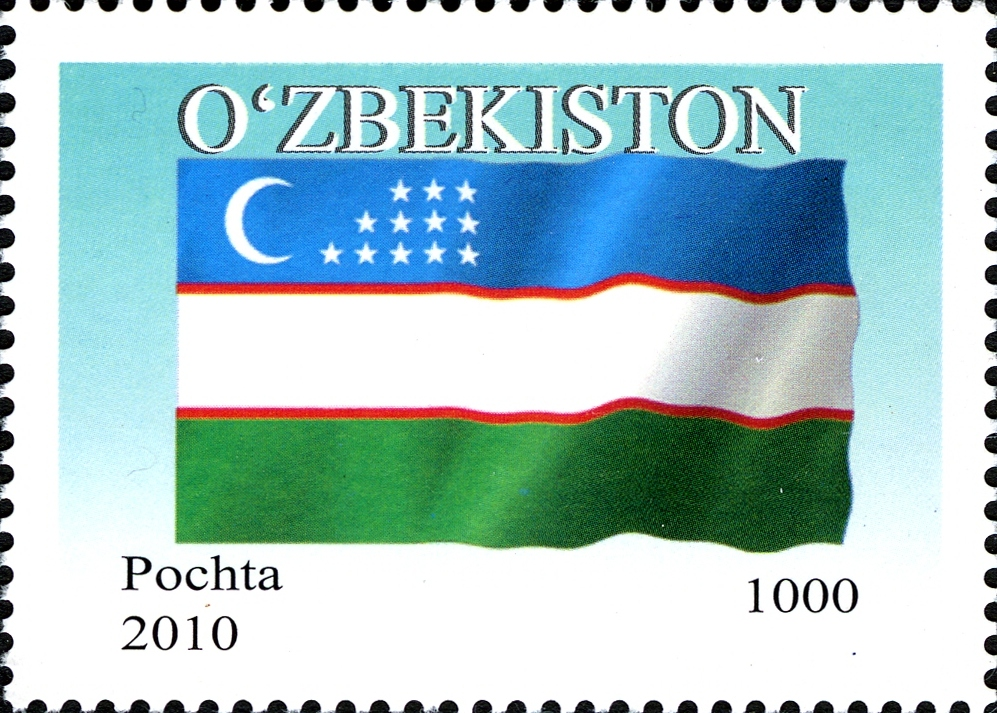
Selo uzbeque de 2010 com a imagem da bandeira nacional

## Bandeiras anteriores
- Bandeira da República Socialista Soviética Uzbeque (1924-1991).